# 第30回サターン賞
第30回サターン賞（だい30かいサターンしょう）は、2003年の優秀なサイエンスフィクション・ファンタジー映画・ホラー映画・アクション映画・アドベンチャー映画に贈られる賞である。2004年2月にノミネートが発表され5月に受賞結果が発表された。
以下は、ノミネートと受賞の全リストである。 太字は受賞者、作品である。

## 映画賞

### SF映画賞
- 『ハルク』
- 『トゥームレイダー2』
- 『マトリックス・レボリューションズ』
- 『ペイチェック 消された記憶』
- 『ターミネーター3』
- 『X-MEN2』

### ファンタジー映画賞
- 『ビッグ・フィッシュ』
- 『フォーチュン・クッキー』
- 『リーグ・オブ・レジェンド/時空を超えた戦い』
- 『ロード・オブ・ザ・リング/王の帰還』
- 『ピーター・パン』
- 『パイレーツ・オブ・カリビアン/呪われた海賊たち』

### ホラー映画賞
- 『キャビン・フィーバー』
- 『デッドコースター』
- 『フレディVSジェイソン』
- 『ジーパーズ・クリーパーズ2』
- 『テキサス・チェーンソー』
- 『28日後...』

### アクション/アドベンチャー/スリラー映画賞
- 『コールド マウンテン 』
- 『アイデンティティー』
- 『ミニミニ大作戦』
- 『キル・ビル』
- 『ラスト サムライ』
- 『ミッシング』

### アニメ映画賞
- 『ブラザー・ベア』
- 『ファインディング・ニモ』
- 『ルーニー・テューンズ:バック・イン・アクション』
- 『シンドバッド 7つの海の伝説』

### 主演男優賞
- トム・クルーズ - 『ラスト サムライ』
- ジョニー・デップ - 『パイレーツ・オブ・カリビアン/呪われた海賊たち』
- アルバート・フィニー - 『ビッグ・フィッシュ』
- クリスピン・グローヴァー - 『ウィラード』
- ヴィゴ・モーテンセン - 『ロード・オブ・ザ・リング/王の帰還』
- イライジャ・ウッド - 『ロード・オブ・ザ・リング/王の帰還』

### 主演女優賞
- ケイト・ベッキンセイル - 『アンダーワールド』
- ジェシカ・ビール - 『テキサス・チェーンソー』
- ケイト・ブランシェット - 『ミッシング』
- ジェニファー・コネリー - 『ハルク』
- ジェイミー・リー・カーティス - 『フォーチュン・クッキー』
- ユマ・サーマン - 『キル・ビル』

### 助演男優賞
- ショーン・アスティン - 『ロード・オブ・ザ・リング/王の帰還』
- 千葉真一 - 『キル・ビル』
- イアン・マッケラン - 『ロード・オブ・ザ・リング/王の帰還』
- ジェフリー・ラッシュ - 『パイレーツ・オブ・カリビアン/呪われた海賊たち』
- アンディ・サーキス - 『ロード・オブ・ザ・リング/王の帰還』
- 渡辺謙 - 『ラスト サムライ』

### 助演女優賞
- エレン・デジュネレス - 『ファインディング・ニモ』
- キーラ・ナイトレイ - 『パイレーツ・オブ・カリビアン/呪われた海賊たち』
- ルーシー・リュー - 『キル・ビル』
- クリスタナ・ローケン - 『ターミネーター3』
- ミランダ・オットー - 『ロード・オブ・ザ・リング/王の帰還』
- ペータ・ウィルソン - 『リーグ・オブ・レジェンド/時空を超えた戦い』

### 若手俳優賞（子役賞）
- ジェンナ・ボイド - 『ミッシング』
- レイチェル・ハード＝ウッド - 『ピーター・パン』
- 池松壮亮 - 『ラスト サムライ』
- フランキー・ムニッズ - 『エージェント・コーディ』
- ジェレミー・サンプター - 『ピーター・パン』

### 監督賞
- ダニー・ボイル - 『28日後...』
- ピーター・ジャクソン - 『ロード・オブ・ザ・リング/王の帰還』
- ブライアン・シンガー - 『X-MEN2』
- クエンティン・タランティーノ　 - 『キル・ビル』
- ゴア・ヴァービンスキー - 『パイレーツ・オブ・カリビアン/呪われた海賊たち』
- エドワード・ズウィック - 『ラスト サムライ』